# Список керівників держав 70 року
Список керівників держав 70 року — це перелік правителів країн світу 70 року
Список керівників держав 69 року — 70 рік — Список керівників держав 71 року — Список керівників держав за роками

## Європа
- плем'я батавів — вождь Юлій Клавдій Цивіліс (69-72)
- Боспорська держава — цар Рескупорід II (68-90)
- плем'я бригантів — король Венуцій
- Дакія — цар Дурас (68-87)
- Ірландія — верховний король Еллім мак Конрах (56-76)
  - Улад — король Еллім мак Конрах (56-76)
- плем'я іценів — тигерн (вождь)
- Римська імперія
  - імператор Веспасіан (69-79)
  - консул Веспасіан (70)
  - консул Тит Флавій Веспасіан (70)

## Азія
- Адіабена — цар Монобаз II (55-сер.70-х)
- Бану Джурам (Мекка) — шейх Бакіла (45-76)
- Велика Вірменія — цар Трдат I (62-88)
- Диньяваді — Вадха Ку (68-90)
- Іберійське царство — цар Митридат II Грузинский (60-75)
- Індо-парфянське царство (Маргіана) — цар Абдагас I (50-70)
- Китай
  - Династія Хань — імператор Лю Чжуан (57-75)
- Корея
  - племінний союз Кая — Суро
  - Когурьо — тхеван (король) Тхеджохо (53-146)
  - Пекче — король Тару (29-77)
  - Сілла — ісагим (король) Тхархе (57-80)
- Коммагена — цар Антіох IV (41-72)
- Кушанська імперія — Куджула Кадфиз (30-80)
- Мала Вірменія — цар Аристобулос Халкідський (55-72)
- Набатейське царство — цар Маліх II (40-70), його змінив Раббель II Сотер (70-106)
- Осроена — цар Ману VI (57-71)
- Персія
  - Парфія — шах Вологез I (51-78)
- Царство Сатаваханів — магараджа Пуріндрасена Сатавахана (62-83)
- Сипау (Онг Паун) — Сау Кам Таут (36-72)
- Харакена — цар Аттамбал V (64-74)
- Хим'яр — цар Дхама'Алі Дхаріх (70-80)
- Шрикшетра — Бхіджа (69-73)
- Японія — Імператор Суйнін (29 до н. е.—70 н. е.)

## Африка
- Царство Куш — цариця Аманікаташан (62-85)